# Часопис Арції
Часопис Арції — цикл романів у жанрі фентезі, що належить перу Віри Камши. Цикл складається з трьох дилогій (останню ще не завершено), що розповідають про історію видуманого магічного світу Тарри, населеного ельфами, людьми, гоблінами та низкою інших фентезійних істот. Світ творів первинно виник як літературна гра на полі «Загибелі Богів» Ніка Перумова, однак із часом почав жити власним життям.
Перша дилогія часопису («Темна зірка» та «Незрівнянне право») змальовує так звану «Війну Оленя» (2228—2231), а друга («Кров Заходу» й «Довід Королів») — події 2850—2892 років та «Війну нарцисів», що спалахнула в Арції. Третя й заключна частина охоплює 2895—2897 роки.
Влітку 2009 року першу дилогію перевидано, причому текст було серйозно доопрацьовано та змінено. Однотомник, що включає до себе повісті «Темна зірка» та «Незрівняне право» у новій редакції отримав загальну назву «Тарра. Межа бурі». 
Всі книги оформлені ілюстраціями художника Романа "Амока" Папсуєва .

## Темна Зірка
- Темна Зірка (Часопис Арції). Видавництво: Ексмо-Прес, 2005, 544 стор. ISBN 5-04-007148-5, ISBN 5-04-007149-3, ISBN 5-699-14391-2

Події книги відбуваються у світі Тарри — світі без істинних магів й без богів. Одних знищено, інші пішли і їм вже немає справи до того, що в ньому відбувається. Так довго тривати не може, беззахисний світ є ласим шматком та невдовзі знаходяться ті, хто бажає його отримати. Й коли над Таррой нависає загроза, з нею доводиться боротись своїми силами.

## Незрівняне право
- Незрівняне право (Часопис Арції). Видавництво: Ексмо-Прес, 2006, 800 стор. ISBN 5-04-008800-0, ISBN 5-699-17967-4

«Незрівняне Право», друга частина «Часопису Арції» — продовжує події «Темної Зірки».
У пошуках причини подій в Таррі ельфу Нео Раміерлю (він же бард Роман Ясний) і герцогу Рене Аррою доводиться воскрешати пам'ять далекого минулого — від Великого Виходу з Тарри богів й до воцаріння перших Волінгів на престолі Арції. Правда виявляється страшною, а стародавні пророцтва починають збуватись. Вороги Тарри діють і магією, й політикою, ті, хто може їм протистояти — гинуть, й Рене з Романом залишається розраховувати тільки на власні сили, на Геріку, в якій щось змінилось, та на звичайних таррців.

## Кров Заходу
- Кров Заходу (Часопис Арції). Видавництво: Ексмо-Прес, 2002, 512 стор. ISBN 5-04-010307-7, ISBN 5-699-17965-8

«Кров Заходу» відкриває другий цикл «Часопису Арції». Після перших двох книг пройшло понад 600 років. «Естель Оскора» повертається до Тарри після довгих блукань світами й відкриває для себе «Терра Інкогніта» — нову Арцію.

## Довід Королів
- Довід Королів (Часопис Арції). Авторська збірка. Видавництво: Ексмо, 2006, 800 стор. ISBN 5-699-01463-2, ISBN 5-699-17963-1

«Довід Королів» — безпосереднє продовження книги «Кров Заходу». Війна Нарциса, громадянська війна в Арції, завершилась воцарінням молодого Філіпа Тагере на престолі Мунта. Наближається Рік Трьох Зірок, і Тарра чекає на свого Останнього Короля.

## Вежа люті
- Вежа люті. Книга перша. Чорні маки (Часопис Арції). Видавництво: Ексмо, 2005, 512 стор. ISBN 5-699-03516-8
- Вежа люті. Книга друга. Паростки вітру (Часопис Арції). Видавництво: Ексмо, 2005, 512 стор. ISBN 5-699-03517-6

Книга вийшла дуже великою — більше «Доводу Королів». Дія починається восени 2895 року та закінчується у новорічну ніч 2897 року, так званого Року Трьох Зірок. За кількістю ліній «Вежа люті» перевершила «Незрівняне право». До кінця книги герої розставлені відповідно до диспозиції та готові до останнього й рішучого бою. Дія охоплює простір від Корбутських гір до Сірого моря та від Вархі до Чорного Суру, два нових світи й Безодню. Природно, з'явились нові герої — таянці, гобліни, фронтерці, оргондці, мирійці, еландці та іфранці, та й Роман зустрів цікаві особистості.

## Дикий вітер
За словами письменниці, книгу буде дописано після завершення публікації циклу «Відблиски Етерни» й буде навіть більшою за попередню частину. Складатись буде з двох частин — «Сталь і полум'я» та «Сиве поле». Окрім того, перед виходом «Дикого Вітру» будуть внесені зміни до перших частин серії, й написано низку повістей, що закривають лакуни в історії Арції.